# Cerro Blanco (Barranca)
Cerro Blanco es un caserío peruano ubicado en el distrito de Paramonga, perteneciente a la provincia de Barranca del departamento de Lima, en la costa central del Perú. 

## Ubicación
Cerro Blanco se ubica al norte de la provincia de Barranca, en el distrito de Paramonga, en el departamento de Lima.

## Demografía
En 2017 Cerro Blanco tenía una población de 425 habitantes.
| Gráfica de evolución demográfica de Cerro Blanco entre 1993 y 2017 |
|                                                                    |
| Fuentes: Población 1993 y 2017                                     |